# Dreamland (album, Robert Miles)
Dreamland je debutové album Roberta Milese, vydané 7. června 1996 v Evropě, kde se stalo hitem a o několik dní později i v USA s novou stopou zpívanou Marií Nayler, „One and One“. Tato nová stopa se stal velmi populární a byla později vydána jako singl v USA a Německu. Na konci roku 1996, Miles vydal v Německu novou verzi Dreamland, nazvanou Dreamland - Winter edition. To bylo velkou měrou podobné jako Dreamland, ale obsahovalo stopu "One and One".

## Seznam stop
(Verze pro Velkou Británii)
Všechny písně napsal Roberto Cochina (Robert Miles), pokud není uvedeno jinak.
1. "Children (Dream Version)„ – 7:05
2. “Fable (Message Version)" – 6:23
3. "Fantasya" – 5:44
4. "Landscape" – 6:02
5. "In My Dreams" – 6:15
6. "One and One (Radio Version)" (Billy Steinberg, Rick Nowels, Marie-Claire D'Ubaldo) – 4:00
7. "Princess of Light" – 6:21
8. "Fable (Dream Version)" – 7:13
9. "In the Dawn" – 8:00
10. "Children (Original Version)" – 6:20
11. "Red Zone" – 6:57